# モンドール病

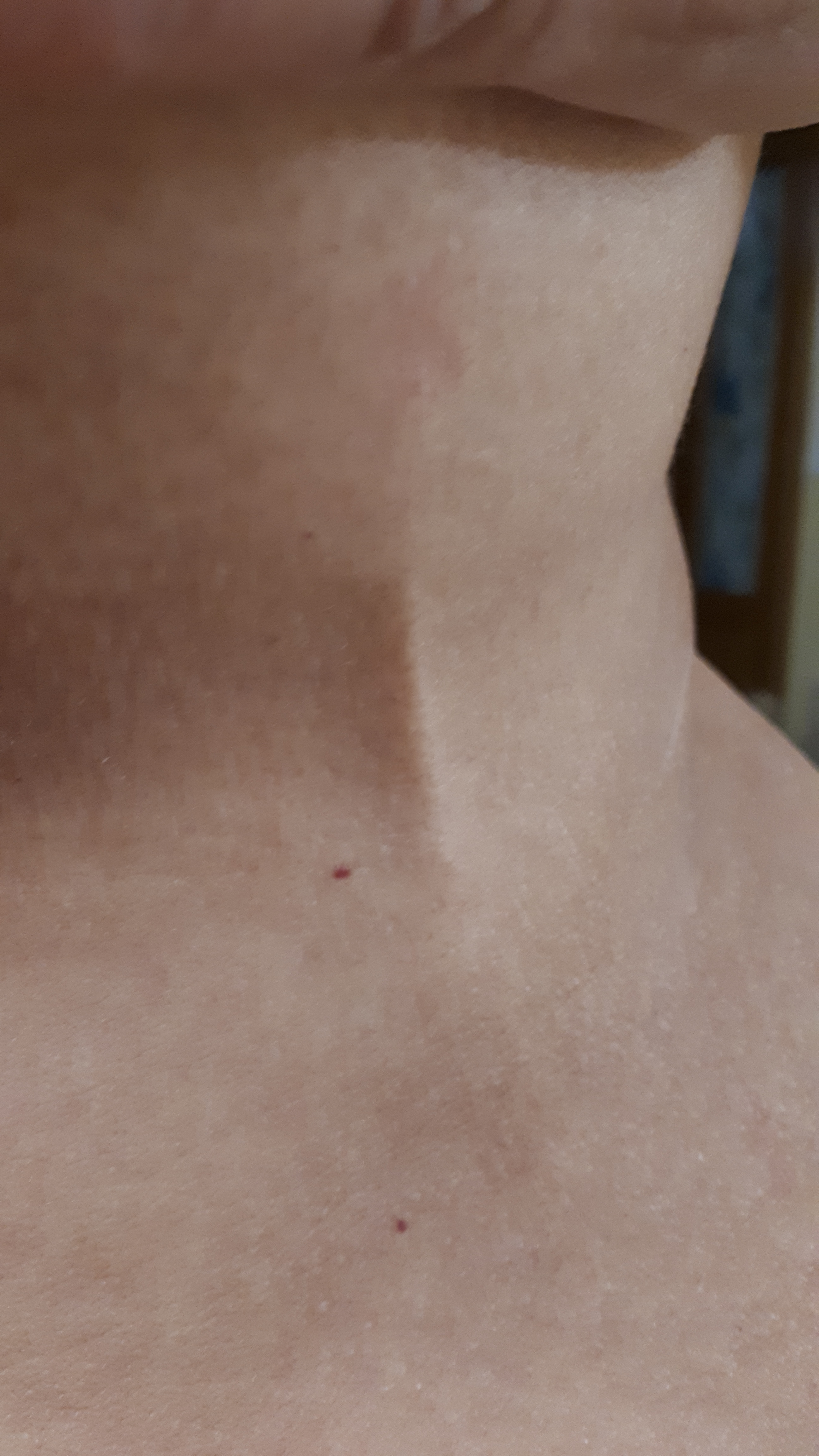
モンドール病

モンドール病（モンドールびょう、英: Mondor disease）は、乳房や前胸壁の表在静脈の血栓性静脈炎を特徴とする良性疾患である。

## 疫学
中年女性に多いが、小児例の報告もある。
乳房・前胸壁・上腹部に多いが、陰茎にも発生することがある。
特発性が最多であるが、原因が推定されるものは医原性および外傷が多い。

## 症状
皮下に硬い索状物を触知する。「皮下に針金があるよう」と形容される。また、上肢の挙上により、病変部に牽引痛を認めることがある。

## 検査
超音波検査で、病変部の皮下に細長い低エコーの脈管構造が観察される。

## 治療
多くは自然退縮するため、治療の必要はない。ただし、位置や形状によっては乳癌との鑑別を要することがある。

## 歴史
1870年にファッゲにより初めて報告され、1939年にフランスの外科医アンリ・モンドールにより疾患概念が確立された。